# Masayoshi Watanabe
Masayoshi Watanabe (jap. 渡邉 正義, Watanabe Masayoshi; * 20. Dezember 1954) ist ein japanischer Chemiker und Professor an der Staatlichen Universität Yokohama.

## Leben
Watanabe studierte Chemie an der Waseda-Universität. 1983 wurde er dort promoviert (Ingenieurwissenschaften). Im Jahre 1992 begann er als Dozent an der Staatlichen Universität Yokohama, ab 1994 als Associate Professor, und ab 1998 als Professor. 1999 bis 2002 war er Gastprofessor an der Universität Tokio.

## Wirken
- Ionenstruktur und Mobilität von ionische Flüssigkeiten und Polymerelektrolyten und Materialdesign für Lithium-Batterien, Brennstoffzellen, Solarzellen und Aktoren.
- Supramolekulare Organisation von Polymeren und Nano-Materialien in ionischen Flüssigkeiten.
- Nanostrukturierte Materialien z. B. stimuli-responsiven Hydrogelen und 3D-Elektroden.
- Elektrochemie der Proteinen als Biosensoren und Bioschnittstellen.